# Pogórze Karpackie
Pogórze Karpackie (Pogórze Beskidzkie) – północny pas Karpat polskich i czeskich, są to niższe partie Zewnętrznych Karpat Zachodnich, najdalej na północ wysunięta część Karpat Zachodnich, położona pomiędzy Beskidami na południu a Podkarpaciem Północnym na północy.

## Budowa geologiczna
Pogórze Karpackie zbudowane jest głównie z gromadzącego się na dnie morza od Jury fliszu karpackiego. Skały to głównie przekładające się ze sobą piaskowce i łupki. W części północnej zalegają wapienie jurajskie i gipsy serii innoceramowej. Południe zaś to seria śląska, a część wschodnia to seria krośnieńska. Zachód jest zbudowany z piaskowców ciężkowickich. Powierzchnię pokrywają czwartorzędowe rumosze skalne i gliny zwietrzelinowe, podczas gdy w dolinach znajdują się – żwiry i piaski oraz mady.

## Gleby
Na Pogórzu dominują gleby średniourodzajne. Przeważają bielice, w tym gleby płowe i gleby brunatnoziemne. W tym regionie nie tylko skała macierzysta wywiera wpływ na glebę, bardzo ważna jest szata roślinna makro- i mezoregionów.

## Rzeźba terenu
Ma charakter wyżyny składającej się z niewysokich wzniesień o wysokościach od 350, do ok. 600 m n.p.m. W trzeciorzędzie erozja wietrzna i wodna wyrównała płaskowyż, wypiętrzony wskutek ruchów tektonicznych. W czwartorzędzie, w czasie ostatniego zlodowacenia, nastąpiła inwazja lądolodu skandynawskiego. Te czynniki spowodowały zrównanie wierzchowinowe, czego rezultatem są szerokie, łagodne i obłe stoki. Skutkiem lądolodu są również doliny U-kształtne.

## Klimat
Klimat Pogórza Karpackiego jest umiarkowany przejściowy podgórski. Średnie roczne temperatury osiągają poziom ok. 7 °C, letnie w dzień do 18 °C, a zimą wahają się na poziomie ok. –3 do –5 °C. Opady utrzymują pułap od ok. 750 mm w części zachodniej do 800 mm w części wschodniej rocznie. Mróz utrzymuje się przez ok. 50 dni, przymrozki z kolei przez ok. 150 dni w roku. Pokrywa śnieżna pojawia się przez ok. 80 dni w roku. Przeważają wiatry południowo-zachodnie, w lecie także północne i północno-wschodnie. Średnie roczne zachmurzenie waha się w granicach 65-68%. Okres wegetacyjny trwa na tym obszarze ok. 220 dni,

## Wody

### Rzeki
Ważne rzeki Pogórza to Soła, Skawa, Raba, Dunajec, Wisłoka, San, Wisła. Większość sieci rzecznych ma charakter pierzasty, nawiązujący do rzeźby i odporności podłoża. Wszystkie rzeki tego obszaru posiadają reżim deszczowo-śnieżny. Najwyższe stany wody notowane są wiosną, w czasie wezbrań i wczesnym latem podczas powodzi. Niżówki pojawiają się głównie późnym latem. W półroczu zimowym pojawia się przeważający odpływ. Rzeki Pogórza należą do najczystszych w Polsce, często pojawiają się takie ryby jak szczupak, pstrąg, brzana i sandacz.

### Wody podziemne
Duża przepuszczalność fliszu powoduje niską retencję. Poziomy wodonośne występują w trzeciorzędowych fliszach oraz w żwirowo-piaszczystych utworach aluwialnych i pokrywach stokowych. W częstych zbiornikach wód szczelinowych i szczelinowo-porowych zwierciadło wody zalega na poziomie od kilku do 20 metrów, studnie czerpiące te wody osiągają wydajność do 2000 l/godz. Temperatury wód wynoszą od 8 do 9,5 °C. Wody te charakteryzują się niskim stopniem zmineralizowania, różnym poziomem twardości i odczynem (od lekko kwaśnego do obojętnego). Na Pogórzu często pojawiają się źródła, ok. 3/km². Mają one jednak niewielką wydajność (0,3 l/s), przy czym część z nich jest okresowa.

## Szata roślinna
W tym regionie lasy znajdują się głównie na najwyższych partiach wzniesień. Przeważają lasy mieszane, a zwłaszcza jodłowo-bukowe. W niższych partiach spotyka się również graby, dęby, brzozy, sosny, a wyższych jodły, buki i świerki. Z rzadszych gatunków spotyka się również modrzewie i niewielkie skupiska cisa (np. okolice Malinówki powiat brzozowski). Na Pogórzu Dynowskim rosną również cenne chronione rośliny cebulowe: cebulica dwulistna i lilia złotogłów.

## Regionalizacja
Zgodnie z regionalizacją Polski Pogórze Karpackie dzieli się na następujące makroregiony i mezoregiony:
- Pogórze Zachodniobeskidzkie
  - Pogórze Śląskie
  - Pogórze Wielickie
  - Pogórze Wiśnickie

- Pogórze Środkowobeskidzkie
  - Pogórze Rożnowskie
  - Pogórze Ciężkowickie
  - Pogórze Strzyżowskie
  - Pogórze Dynowskie
  - Pogórze Przemyskie
  - Obniżenie Gorlickie
  - Kotlina Jasielsko-Krośnieńska
  - Pogórze Jasielskie
  - Pogórze Bukowskie

Na wschód od Przemyśla pogórze zanika. W Zewnętrznych Karpatach Wschodnich brak zrównanego pogórza, przechodzi ono w Góry Sanocko-Turczańskie, a następnie w Beskidy Brzeżne, które zwężają się i zanikają.